# Гао Фу
Гао (Ґао) Фу (спрощ.: 高福; піньїнь: Gāo Fú; Джордж Фу Гао (Ґао) (англ. George Fu Gao, нар. 1995) — китайський вірусолог та імунолог. Він працював директором Китайського центру контролю та профілактики захворювань з 2017 до 2022 року, а з 2015 року — декан медичної школи Саваїда Університету Китайської академії наук.

## Ранні роки й освіта
Народився в Шуочжоу в повіті Ін у провінції Шаньсі в 1961 році. Він вступив до сільськогосподарського університету Шаньсі, та отримав призначення вивчати ветеринарну медицину, хоча він не хотів бути ветеринаром. Після закінчення університету в 1983 році він вступив до аспірантури Пекінського сільськогосподарського університету, де він у 1986 році отримав фах з мікробіології та ветеринарної епідеміології. Це дозволило йому змінити напрямок своєї кар'єри на дослідження інфекційних захворювань, і він розпочав працювати в університеті як асистент, а згодом викладач вірусології.

## Навчання та кар'єра за кордоном
У 1991 році Гао поїхав до Великої Британії для навчання в Оксфордському університеті, де отримав ступінь доктора філософії у 1994 році з біохімії під керівництвом Девіда Х. Л. Бішопа та Ернеста А. Гулда. Після тримісячного перебування в Університеті Калгарі в Канаді він повернувся до Оксфорда як докторант, працюючи під керівництвом Джона І. Белла, Ендрю Макмайкла та Бента К. Якобсена.
У 1999 році Гао перейшов до Гарвардської медичної школи як міжнародний мандрівний стипендіат Wellcome Trust, і до 2001 року проводив дослідження під керівництвом Дона Крейга Вайлі та Стівена К. Гаррісона. З 2001 по 2004 рік Гао викладав в Оксфордському університеті, працював лектором, керівником докторської дисертації, та керівником групи.

## Кар'єра в Китаї
Після 13 років за кордоном Гао Фу повернувся до Китаю в 2004 році, та обійняв посаду професора та директора Інституту мікробіології Китайської академії наук. У 2008 році він був призначений віце-президентом Пекінського інституту науки про життя та директором Національної центральної лабораторії патогенних мікроорганізмів та імунології Китайської академії наук. З 2010 року він також є ад'юнкт-професором в Оксфордському університеті.
У квітні 2011 року Гао був призначений заступником директора Китайського центру контролю та профілактики захворювань. У серпні 2017 року він став директором центру, змінивши на цій посаді Ван Юя.
У 2015 році Гао призначили деканом медичної школи Саваїда Університету Китайської академії наук. Він також є віце-президентом Національного фонду природничих наук Китаю.
У 2020 році Гао займався дослідженням вірусу SARS-CoV-2.

## Наукова діяльність
Основна увага Гао зосереджена на дослідженні механізму проникнення та вивільнення вірусу, особливо міжвидової передачі (перехід від господаря) вірусу грипу. Він також вивчає вірусну екологію, включаючи екологію вірусу грипу на ринках перелітних птахів і птиці. Він був першим, хто описав міжвидовий механізм передачі вірусу пташиного грипу H5N1.
Дослідження Гао Фу також стосуються державної та глобальної політики охорони здоров'я. Під час піку епідемії гарячки Ебола в 2014 році він провів 2 місяці, очолюючи китайську мобільну дослідницьку лабораторію в Сьєрра-Леоне з вересня по листопад, відіграючи роль, яку Національна академія наук США описує як «героїчну» у боротьбі з епідемією.
Станом на 2019 рік Гао опублікував 20 книг або розділів книг і понад 500 рецензованих наукових статей, у тому числі про нещодавно відкриті патогенні віруси, такі як вірус SARS і вірус пташиного грипу H7N9.

## Інші види діяльності
- Фонд інноваційної нової діагностики (FIND), член ради директорів.[16]
- GISAID, член Науково-консультативної ради (2016—2022)[17]
- Національний фонд природничих наук Китаю, віце-президент[18]

## Почесні звання та визнання
- Премія Всесвітньої академії наук з медичних наук, 2012 рік[19]
- Академік Китайської академії наук, грудень 2013 року[14][20]
- Стипендіат Всесвітньої академії наук, 2014[14]
- Премія Nikkei Asia Prize, 2014[19]
- Член Американської академії мікробіології (AAM), 2015[14]
- Іноземний член Європейської організації молекулярної біології (EMBO), 2016[14]
- Член Американської асоціації сприяння розвитку науки (AAAS), 2016[14]
- Національна премія «Заслужений діяч науки», 2016[19]
- Державна премія за розвиток науки і техніки, 2017[19]
- Національна премія за інновації, 2017[19]
- Член Королівського товариства Единбурга (RSE), 2017[14][21]
- Член Африканської академії наук (AAS), 2017[14][22]
- Академік Міжнародної Євразійської академії наук, 2018[14]
- Іноземний співробітник Національної академії наук США, 2019[14][23]
- Іноземний співробітник Національної академії медицини США, жовтень 2019 року.[24]
- Член Німецької національної академії наук Леопольдина, 2020[25]